# Charles Wagner

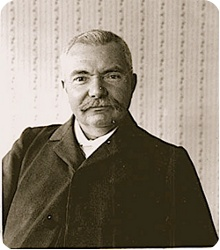
Charles Wagner

Charles Wagner (Vibersviller, 4 januari 1852 - Parijs, 12 mei 1918) was een Frans protestants dominee, theoloog en filosoof. Hij was een van de belangrijkste vertegenwoordigers van het vrijzinnig-protestantisme in Frankrijk en zijn populair-theologische geschriften werden in een groot aantal talen vertaald.
Wagner was de zoon van een luthers predikant in Lotharingen. Hij studeerde van 1869 tot 1875 theologie in Straatsburg - waar hij de verovering van de Elzas door het Duitse Keizerrijk meemaakte -, Göttingen en Heidelberg. In 1875 werd hij vicaris in Barr en in 1878 predikant in Remiremont. In 1882 werd hij door de vrijzinnigen beroepen naar Parijs, waar hij in 1907 een zelfstandige gemeente oprichtte, de "Foyer de l'Âme".
Tijdens zijn bezoek aan de Verenigde Staten van Amerika in 1904 werd hij door Theodore Roosevelt uitgenodigd om in het Witte Huis te komen prediken. Roosevelt verklaarde bij die gelegenheid: "Als er één boek is, waarvan ik wenste dat mijn hele volk het las, dan is dat La Vie Simple van Charles Wagner."
Ook in Nederland was er rond 1900 veel belangstelling voor het werk van Wagner. Vooral in vrijzinnig-protestantse kring las men hem graag. Het eerste boek van Wagner dat in het Nederlands werd vertaald, Jeunesse, werd door P.H. Hugenholtz jr., een van de predikanten van de zeer vrijzinnige De Vrije Gemeente in Amsterdam, van een voorwoord voorzien.

## Voornaamste publicaties
- Justice. Huit discours (1890; Ned.: Gerechtigheid, Utrecht, 1896)
- Jeunesse (1892; Ned.: Jeugd, Amsterdam, [1891])
- Vaillance (1893; Ned.: Kloekheid, Utrecht, 1894)
- La vie simple (1895; Ned.: Eenvoud, Amsterdam, 1895)
- L'Evangile et la vie (1896; Ned. Evangelie en leven, Haarlem, 1897)
- L’Âme des choses (1900; Ned.: Het wezen der dingen, Amsterdam, [1901])

- Bibliothèque nationale de France: cb12103696v (data)
- CiNii: DA07684527
- Gemeinsame Normdatei: 119260190
- International Standard Name Identifier: 0000 0001 2277 868X
- Library of Congress Control Number: n91052978
- Bibliotheek van het Japanse parlement: 00478035
- Nationale Bibliotheek van Tsjechië: xx0019244
- Nationale bibliotheek van Australië: 35586057
- Nationale Bibliotheek van Israël: 987007271141305171
- Nederlandse Thesaurus van Auteursnamen: 161516564
- SNAC: w6z0615f
- Système universitaire de documentation: 029401542
- Trove: 1004701
- Virtual International Authority File: 29563870
- WorldCat: E39PBJbxHwqDQbMrwxpYXM8V4q